# Kayla White
Kayla White (* 24. September 1996 in Miami, Florida) ist eine US-amerikanische Leichtathletin, die sich auf den Sprint spezialisiert hat.

## Sportliche Laufbahn
Kayla White wuchs in Florida auf und studierte ab 2015 an der North Carolina Agricultural and Technical State University. 2019 wurde sie NCAA-Hallenmeisterin im 200-Meter-Lauf und schloss im selben Jahr ihr Studium in North Carolina ab. Im Jahr darauf siegte sie in 11,18 s über 100 Meter beim Drake Blue Oval Showcase sowie in 11,44 s beim Hanžeković Memorial. Zudem wurde sie bei der Doha Diamond League in 11,25 s Dritte. 2023 siegte sie in 22,38 s über 200 Meter beim Botswana Golden Grand Prix und schied dann im August bei den Weltmeisterschaften in Budapest mit 22,34 s im Halbfinale aus.

## Persönliche Bestzeiten
- 100 Meter: 10,95 s (+1,6 m/s), 8. Juni 2019 in Austin
  - 60 Meter (Halle): 7,10 s, 27. Februar 2022 in Spokane
- 200 Meter: 22,01 s (−0,4 m/s), 9. Juli 2023 in Eugene
  - 200 Meter (Halle): 22,63 s, 28. Januar 2023 in Clemson
- 100 m Hürden: 12,92 s (+1,7 m/s), 13. April 2018 in Greensboro